# Cécica Bernasconi
Cecilia Carla Bernasconi Irurita (Miraflores, Lima, 3 de abril de 1970) conocida como Cécica Bernasconi, es una actriz peruana muy versátil de teatro, cine y televisión. Pasa con una facilidad innata de la comedia al drama, dominando varios géneros.También es productora de teatro y artista plástica.
Hija de la primera actriz Lucía Irurita y del reconocido artista plástico Carlos Bernasconi.

## Biografía
Hija de la actriz Lucía Irurita y el artista plástico Carlos Bernasconi, a los 8 años actuó en la telenovela Cecila.
Estudió actuación en Lima y en México, allá participó como actriz invitada en ¿Qué nos pasa?, Papá soltero y Especial de Miguel Bosé, también participó en 1991 en la telenovela Ángeles blancos.
Regresó al Perú en 1993 para actuar en El ángel vengador: Calígula, también debutó en el cine con New crime city de Luis Llosa. Al año siguiente volvió a ir a México para participar en la telenovela Alondra.
En 1995 crea con su hermana Sandra Bernasconi y su madre Lucía Irurita la productora teatral Arkho Producciones, con la cual producen hasta la fecha más de 40  obras teatrales.
En 1996 participó en la telenovela peruana Nino, al siguiente año participó en Todo se compra, todo se vende de Frecuencia Latina.
En el año 2000 coprotagonizó Vidas prestadas y participó en el unitario Pelos de punta ambas de Venevisión Internacional.
En 2001 participó en Cazando un millonario y Soledad; también participó en el cortometraje Acto de amor. A la par hizo las exitosas obras de teatro El rey Lear y Fausto.
En 2003 coprotagonizó Luciana y Nicolás, además participó en la serie Historias de hombres solo para mujeres en Bogotá, para Caracol TV y en la película Cuando el cielo el azul de Sandra Wiese.
En 2004 participó en Tormenta de pasiones y en el 2005 en las películas Una sombra al frente de Augusto Tamayo y Muero por Muriel de Augusto Cabada, así como en la serie Cuéntame tu vida.
En 2006 participó en la serie Perú campeón y en la obra La muerte de un viajante, dirigida por Edgar Saba en el CCPUCP; al siguiente año en la miniserie Baila Reggaeton, entre otras.
En 2007 realizó su primera exposición individual de arte en la galería Indigo, de Lima.
En 2011 regresó a la televisión con la telenovela Lalola, y seguidamente actuó en la serie La bodeguita.
En abril de 2012, junto a su hermana Sandra Bernasconi y su madre Lucía Irurita, abrió el Teatro de Lucía en Miraflores, Lima. El mismo año actuó en la obra La extravagancia.

## Filmografía

### Televisión
- Luz de luna 3 (2023) como Angélica Velasco
- Al fondo hay sitio (2022-2024) como Silvana Müller.
- De vuelta al barrio (2017-2018) como Mercedes.
- Solo una madre (2017) como Aída.
- Lalola (2011) como Carola.
- Baila reggaeton (2007) como Dayana.
- Tormenta de pasiones (2004) como Valeria.
- Luciana y Nicolás (2003) como Alexandra.
- Soledad (2001)
- Cazando un millonario (2001) como Mimí.
- Vidas prestadas (2000) como Becky Lipton.
- Todo se compra, todo se vende (1997) como Paula.
- Nino (1996) como Claudia.
- Alondra (1994) como Sagrario. México.
- El ángel vengador: Calígula (1993) como Carmen.
- Ángeles blancos (1991) como Catalina. México.
- Cecilia (1978) niña.
- Puertas al más allá, Discovery Channel (2012) como Laura.
- La bodeguita (2011-2012) como Adriana.
- Así es la vida (2008) como Dra. Malena Belucci "La Pajarona".
- Baila Reggaeton (2007) como Dayana.
- Perú campeón (2006) como Carmen.
- Cuéntame tu vida (2005)
- Ayúdame San Antonio (2004) como Claudia.
- Doble corazón (2004) como Elena.
- Historias de hombres solo para mujeres (2003)Colombia.
- Pelos de punta (2000)
- ¿Qué nos pasa?  (1988) México.

### Película
- Igualita a Mi (2019)
- Solteros Inmaduros (2018)
- Utopía (2018) como Martha Icochea de De la Flor.
- Pixeles de familia (2012)
- Una sombra al frente (2005) como María Cristina.
- Muero por Muriel (2005)
- Cuando el cielo el azul (2003) como Mara.
- New crime city (1993)

### Cortos
- Donde duermen los sueños ( 2016)
- El viejo y sus tesoros (2016)
- Nostalgia (2014)
- Acto de amor (2001)

## Teatro
- 2023-El Mueble. Dirección: David Carrillo y Cécica Bernasconi.
- 2022-El Mueble. Dirección: David Carrillo y Cécica Bernasconi.
- 2018-Dos Hermanas. Dirección: Edgar Saba.
- 2017-La Extravagancia. Dirección: Norma Berrade.
- 2016-Teresa Raquin como Teresa. Dirección: Carlos Mesta.
- 2015-La muerte y la doncella. Dirección: Mikhail Page.
- 2015-Un Teatro por hacer. Dirección: Edgar Saba.
- 2015-En Vitrina (2015) Dirección: Carlos Mesta.
- 2013-Razones para ser bonita. Dirección: Sandra Bernasconi y Jimena del Sante.
- 2013-De repente el verano pasado como Catherine Holly. Dirección: Alberto Isola y Norma Berrade.
- 2012-La extravagancia, como las tres hermanas María Axila, María Socorro y María Brujas. Dirección: Carlos Tolentino.
- 2009-Amores de un Siglo: La señorita Julia como Julia. Dirección: Edgar Saba.
- 2006/2007-La muerte de un viajante  como La mujer. Dirección: Edgar Saba.
- 2004-Te amo, María  como María. Dirección: Diego Bertie.
- 2001-Fausto  como Mefistófeles. Dirección: Jorge Guerra.
- 2001-Pop Corn  como Barbara. Dirección: Alonso Alegría.
- 2000-Una Especie de Ausencia. Dirección: Oscar Carrillo.
- 1999-El rey Lear (1999) como Regan. Dirección: Edgar Saba.
- 1998-La Barraca, La zapatera prodigiosa y el Romancero Gitano como La Zapatera.Dirección: Lucía Irurita.
- 1998-¿De qué estábamos hablando? Dirección: Miguel Iza.
- 1998 Así que pasen cinco años como mecanógrafa. Dirección: Edgar Saba.
- 1997-Cuatro Equis  como Celina. Dirección: Lucia Irurita.
- 1996-Confesiones de mujeres de 30  como Cécica. Dirección: Lucia Irurita.
- 1996-Sexo, pudor y lágrimas  como Andrea. Dirección: Mario Sifuentes.
- 1992-Amor y celos. Dirección: Lucía Irurita ( Mexico).
- 1983-Esta noche se improvisa. Dirección: Reynado D'Amore.
- 1981-Papito Piernas Largas  como niña huérfana. Dirección: Marcos Leclere.

### Conducción
- 2004- La Kábala
- 2024- Momento Cultural de Saori

PRODUCCIÓN DE OBRAS
- 1996-Sexo, pudor y lágrimas (Teatro Británico)
- 1996-Confesiones de mujeres de 30 (Teatro Auditorio Miraflores)
- 1997-Cuatro Equis (Teatro Británico)
- 1998-La Barraca (Teatro Británico)
- 1998- De qué estábamos hablando? (Teatro Británico)
- 2001 Pop Corn (Teatro Británico)
- 2002-La profesión de la señora Warren (Teatro Británico)
- 2012-Memorias Divina Sarah (Teatro de Lucía)
- 2012-La extravagancia (Teatro de Lucia)
- 2013-De repente, el verano pasado (Teatro de Lucía)
- 2013- Razones para ser bonita (Teatro de Lucía)
- 2014- Confusiones (Teatro de Lucía)
- 2014- Estás Ahí? (Teatro de Lucía)
- 2015- En vitrina. ( Teatro de Lucía)
- 2015- La muerte y la doncella. (Teatro de Lucia).
- 2016- Teresa Raquin. (Teatro de Lucia).
- 2016-La Estación de la viuda. (Teatro de Lucía).
- 2017-La Extravagancia. (Teatro de Lucia).
- 2017-La Estación de la Viuda. (Teatro de Lucia).
- 2017- Testosterona. (Teatro de Lucía).
- 2018- Dos Hermanas (Teatro de Lucía).
- 2019- Invencible (Teatro de Lucía)
- 2021- El Compromiso (Teatro de Lucía).
- 2021- El Mueble. Obra grabada. (Teatro de Lucía).
- 2022- El Mueble (Teatro de Lucia).
- 2023- El Mueble (Teatro de Lucia).

EXPOSICIONES
- 2007- Cécica-Galería Indigo. (Perú)
- 2015- Trompos- Exposición colectiva. Galería de la Fundación Euroidiomas. (Perú)
- 2019- Cécica-Galería Indigo. (Perú)
- 2022-Umaoksa-Exposición colectiva. Galería Indigo. (Perú)
- 2022- Cerámica y Lana. Galería Indigo. (Perú)
- 2022-Trompos-Exposición colectiva. Galeria Tarsila do Amaral. Centro Cultural Brasil. (Perú)
- 2023-Expo2 Arte & Softbol- Exposición colectiva. Centro Cultural del Coopse. (Perú)

PRODUCCIÓN DE EXPOSICIONES
- 2007- Cécica. Galería Indigo
- 2011- Carlos Bernasconi (Niteroi, Brasil).
- 2014- Carlos Bernasconi (Galería Dédalo).
- 2019- Carlos Bernasconi (Galería Dédalo).
- 2019- Cécica (Galería Indigo).
- 2022- Cerámica y Lana, Cécica (Galería Indigo).
- 2022- La Libertad del Arte de Carlos Bernasconi (Galería Luis Miró Quesada Garland).